# Tomislav Nikolić
Tomislav "Toma" Nikolić (tiếng Serbia: Томислав Николић, phát âm tiếng Serbia-Croatia: [tǒmislaʋ tǒːma nǐkolitɕ]; sinh ngày 15 tháng 12 năm 1952) là một chính khách Serbia. Trong cuộc bầu cử tháng 5 năm 2012, ông được bầu làm Tổng thống Serbia, ông đã đánh bại đương kim tổng thống Boris Tadic. Tomislav Nikolić đã giành được 50,21% phiếu bầu, trong khi đương kim tổng thống Boris Tadic chỉ nhận được 46,77% phiếu. Sau khi có kết quả bầu cử, Tomislav Nikolić khẳng định sẽ tiếp tục chính sách của người tiền nhiệm là đưa Serbia gia nhập Liên minh châu Âu. Tuy nhiên, ông cũng tuyên bố Serbia "muốn bảo vệ người dân nước này ở Kosovo" - tỉnh đã tuyên bố li khai khỏi Liên bang Serbia vào đầu năm 2008. Ông đã được bầu làm tổng thống vào ngày 20 tháng 5 năm 2012 khi ông là nhà lãnh đạo của Đảng Tiến bộ Serbia.
Trước đây ông là phó lãnh đạo của Đảng Cấp tiến Serbia và nhiều năm là dân biểu Nghị viện Serbia. Trong quá trình lãnh đạo đảng, Nikolic ủng hộ thúc đẩy đảng này theo hướng tập trung vào các vấn đề kinh tế và xã hội như nghèo đói và thất nghiệp, chứ không phải là chủ nghĩa dân tộc chiến binh. Ông là Phó Thủ tướng, Bộ trưởng của Serbia từ 1998 đến 1999 và Phó Thủ tướng, Bộ trưởng Bộ Liên bang Nam Tư trong chính phủ liên minh từ 1999 đến 2000. Nikolic là phó lãnh đạo Đảng cấp tiến từ năm 2003, trong thời gian đó ông trong thời gian ngắn ông đã giữ chức Chủ tịch Quốc hội của Serbia trong năm 2007. Trong năm 2008, ông từ chức sau bất đồng với Vojislav Šešelj về mối quan hệ của Serbia với Liên minh châu Âu. Nikolic sau đó thành lập Đảng Tiến bộ Serbia, mà một số thành viên Đảng Tiến bộ Serbia đã gia nhập
Nikolic chạy đua chức Tổng thống Nam Tư trong cuộc bầu cử năm 2000 và xếp vị trí thứ ba. Ông cũng chạy đua ba lần vào vị trí Tổng thống Serbia (vào các cuộc bầu cử trong các năm 2003, 2004 và 2008). Năm 2003, ông giành được nhiều phiếu nhất, nhưng cuộc bầu cử đã bị hủy bỏ do cử tri đi bầu thấp. Trong năm 2004 và 2008, ông đứng thứ hai, sau Boris Tadić.

## Tiểu sử
Tomislav Nikolić sinh ra ở Kragujevac. Ông đã tốt nghiệp trường trung học tại Kragujevac. Việc làm đầu tiên của ông là một giám sát viên nghĩa trang. Năm 1971, ông bắt đầu làm việc với công ty xây dựng công trình "Žegrap", và năm 1978 ông làm việc cho công ty "22 tháng 12" Kragujevac là người đứng đầu của Cục Đầu tư và Bảo trì Ông là Giám đốc kỹ thuật của công ty dịch vụ hữu ích trong Kragujevac. Đến thời điểm năm 2005, ông đã xuất bản cuốn sách 13 năm 2005 Ông và vợ của ông Dragica (nhũ Ninković) có hai con trai.